# Équipe d'Espagne féminine de football
Cet article traite de l'équipe féminine. Pour l'équipe masculine, voir Équipe d'Espagne de football.
Maillots
L'équipe d'Espagne féminine de football ou sélection féminine de football d'Espagne représente l'Espagne dans les compétitions internationales de football féminin. Elle a été créée officiellement par la Fédération d'Espagne de football en 1983, bien qu'existant depuis 1971, lorsque le foot féminin n'était reconnu à un niveau officiel ni par la RFEF ni par la FIFA.
L'Espagne est la tenante du titre et l'une des cinq équipes nationales à avoir été sacrées championnes du monde, après s'être qualifiée trois fois pour la Coupe du monde féminine et avoir remporté le titre en 2023. Elle est l'un des deux seuls pays, avec l'Allemagne, à avoir remporté les Coupes du monde féminine et masculine. L'Espagne est devenue la première nation dans le football féminin à être championne du monde dans les trois catégories (U-17, U-20 et senior) en même temps.
Au niveau continental, l'Espagne a remporté la première édition de la Ligue des nations féminine de l'UEFA en 2024, devenant ainsi la première nation à remporter les compétitions féminine et masculine,. Elle s'est également qualifiée cinq fois pour l'Euro féminin, atteignant la finale en 2025, qu'elle a perdue aux tirs au but.

## Le football féminin en Espagne
Le premier match de football recensé dans la presse espagnole remonte au 30 mai 1914. Jouer à Barcelone, ce match philanthropique, dont la recette est destinée à la Fédération féminine contre la tuberculose, oppose l'équipe de La Giralda à celle du Montserrat, et se conclut par un score de 2-0. Il s'attire le critiques acerbes du journal El Mundo desportivo : « Cette première représentation de la femme dans le football masculin ne nous satisfait pas, non seulement en raison de son manque d'aspect sportif, mais aussi parce qu'il oblige les descendantes de notre mère Eve à adopter des positions aussi peu appropriées qu'inélégantes, éliminant la grâce féminine. ».
En 1970, malgré l'absence de reconnaissance du football féminin en Espagne, plusieurs clubs naissent dans la clandestinité. Tel est le cas des premières équipes féminines d'Espagne, le Mercacredit et le Sizam, ultérieurement renommé Olympique de Villaverde. Ceux-ci ont disputé la première rencontre de football féminin en Espagne sur le terrain de Boetticher, dans le quartier de Villaverde, à Madrid. Le terrain a fait le plein avec 8 000 spectateurs, de nombreux autres ne pouvant y accéder.
Rafael Borne, alors président du Mercacredit et postérieurement de l'Olympique de Villaverde, fut le véritable impulseur du foot féminin en Espagne, en arrivant à remplir avec ses matches des terrains comme ceux des Margaritas de Getafe, La Rosaleda, La Condomina, La Rosaleta, l'Arcangel ou le Vivero,,,,,.

### Les premières sélections officieuses
Le succès recueilli conduit à la première sélection féminine de football d'Espagne, encore non reconnue officiellement du fait de la dictature franquiste, où se rencontrent les meilleures joueuses féminines du moment et qui joue un rôle important dans le rétablissement de la place des sportives après la guerre, et dont le porte-drapeau est Conchi Sánchez, surnommée «Amancio» (en l'honneur du footballeur du Real Madrid), qui a joué dans des clubs italiens et anglais, et marqué près de 600 buts dans sa carrière.
La sélection a disputé sa première partie en 1971, face à la sélection portugaise à La Condomina de Murcie avec un résultat de 3-3 le 21 février. Ce match se déroule malgré des tentatives phalangistes d'empêcher les joueuses d'atteindre les vestiaires et des menaces d'emprisonnement pour les spectateurs en tribune. Les Espagnoles jouent en maillot rouge dépourvu d'écussion national et sans hymne national en avant-match. Quelques mois après, l'équipe a effectué son premier voyage à l'étranger pour faire face à la sélection italienne dans le Stadio Comunale de Turin. Les joueuses espagnoles ont disputé la partie sans porter les couleurs de leur pays, et la fédération espagnole ne reconnut aucun caractère officiel à cette rencontre. Les Italiennes gagnèrent haut la main, avec un score sans appel de 8-1, probablement dû  à la grande différence d'âge entre les joueuses, les plus âgées des joueuses espagnoles ayant à peine 14 ans.
Une organisation féminine, la FIEFF, organise un Mondial Féminin de 1971 au Mexique, bien que la FIFA ne lui ait accordé aucun caractère officiel, puisqu'elle n'était pas responsable de son organisation. La sélection espagnole, malgré sa brève année d'existence, fut invitée à participer à cette compétition en raison de ses excellentes actions dans divers matchs amicaux, ce qui n'aboutit pas en raison d'une interdiction de la fédération espagnole, présidée alors par José Luis Pérez-Payá, qui refuse de reconnaître la sélection féminine de football, ce qui perdure jusqu'à 1983.

### Reconnaissance officielle
En 1980, la pratique féminine de football en amateur est reconnue par la fédération espagnole dirigée par Pablo Porta. En 1983, l'équipe féminine est officialisée comme membre de la Fédération royale espagnole de football, en disputant la rencontre face à la sélection portugaise le 5 février, qu'elle perdit par 0-1 dans le stade de La Guardia, et la première victoire officielle eut lieu lors d'un match disputé à Zurich face à la Suisse.

### La rébellion de l'équipe féminine nationale en 2015
Après les mauvais résultats au Mondial 2015, les 23 joueuses sélectionnées réclament par communiqué la démission de leur sélectionneur et entraineur Ignacio Quereda en raison de la mauvaise planification de la concentration et du voyage jusqu'au Canada, des méthodes machistes et dévalorisantes employées avec le groupe, du manque de matchs amicaux et des trop rares analyses du jeu de leurs rivales proposées par le sélectionneur. Quereda indique en réponse au communiqué qu'il ne souhaite pas démissionner, et que les précédentes joueuses ayant tenté de l'attaquer se sont vu refuser toute nouvelle sélection dans l'équipe nationale,. Le sujet est répercuté à Vicente Temprado, responsable fédéral du football féminin, qui prend le parti de Quereda, reprochant à Natalia Pablos et Vero Boquete leur incapacité à se mettre au niveau des adversaires et leur féminisme extrême. Vicente opte pour confier la décision à Ángel María Villar, président de la Fédération Espagnole de Football et vice-président de la FIFA.
Après diverse déclarations des joueuses, les 23 sélectionnées de l'équipe d'Espagne annoncent qu'elles refuseront de jouer tant que Quereda restera en fonction ; elles indiquent avoir pris contact avec toutes les capitaines d'équipe de première division, et avoir le soutien de leurs supporters. Elles reprochent au sélectionneur national Vicente del Bosque d'avoir pris le parti de Villar et Quereda.
Le 8 juillet, la commentatrice de football Ana Rossen indique que la question n'est pas réglée, et que la résolution du problème passe, au-delà d'un changement d'entraîneur, par la création de structures stables destinées à épauler le football féminin. Le 15 juillet, Ángel María Villar élude la question relayée par Javier Tebas, président de la ligue de football professionnel qui a fustigé sa présidence la veille, et félicite au contraire l'équipe espagnole et plus particulièrement son entraineur pour sa participation à la Coupe du monde.
Ignacio Quereda est remplacé le 30 juillet 2015 par Jorge Vilda, auparavant sélectionneur de l'équipe des moins de 19 ans. Il affiche comme objectif d'être sélectionné lors du tournoi européen de 2017.

### Tensions en 2022
En septembre 2022, quinze joueuses espagnoles font savoir à leur fédération qu'elles contestent les méthodes de travail du sélectionneur Jorge Vilda qui influeraient sur leur « état émotionnel » et leur « santé » et se mettent en retrait de la sélection. La fédération révèle la situation dans un communiqué et annonce son appui à son entraîneur.

### Titre et controverse à la Coupe du monde 2023
Lors de la Coupe du monde 2023, la Roja a terminé deuxième du groupe C. L'Espagne a ensuite battu la Suisse, les Pays-Bas et la Suède lors des phases à élimination directe pour atteindre sa première finale de Coupe du monde,. Cette Coupe du monde féminine était également la première à laquelle l'Espagne atteignait les demi-finales. L'Espagne a finalement remporté son premier titre mondial en battant l'Angleterre 1-0 en finale grâce à un but d'Olga Carmona.
Après la victoire de l’équipe en finale de coupe du monde, lors du sacre, Luis Rubiales, à ce moment-là président de la RFEF, a embrassé de force une des joueuses, Jennifer Hermoso. Cela montre que le harcèlement sexuel est encore ancré à cause d’un problème sociétal dû aux relations dynamiques de pouvoir. L’ampleur médiatique de cet acte a éclipsé leur premier titre mondial. En plus des tensions déjà existantes à cause de Jorge Vilda, cela a entraîné de nouvelles grèves de la part des joueuses.
Du côté, plus positif, pendant différents évènements footballistiques (qu’il soit amical ou avec un enjeu au niveau championnat), de nombreuses joueuses internationales et joueurs internationaux mais aussi des clubs ont montrés leur soutien. L’équipe de San Diego Wave ont porté des bracelets de soutien avec inscrit « Contigo Jenni » [traduction : Avec toi Jenni]. Les slogans comme celui-ci ont aussi été présents sur des bannières lors des matchs de La Liga et de la Copa de la Reina, comme cela été le cas avec les joueurs de l’équipe masculine de Cadiz, lors du match du 26 août 2023 contre Almería. Pendant le match amical féminin de Barcelone contre le Club América du 29 août 2023, les joueuses ont tenu une bannière « 
1. SeAcabó ¡ NO ESTÁS SOLA ! » [traduction : #C’est terminé. Tu n’es pas seule !] comme marque de soutien[27].

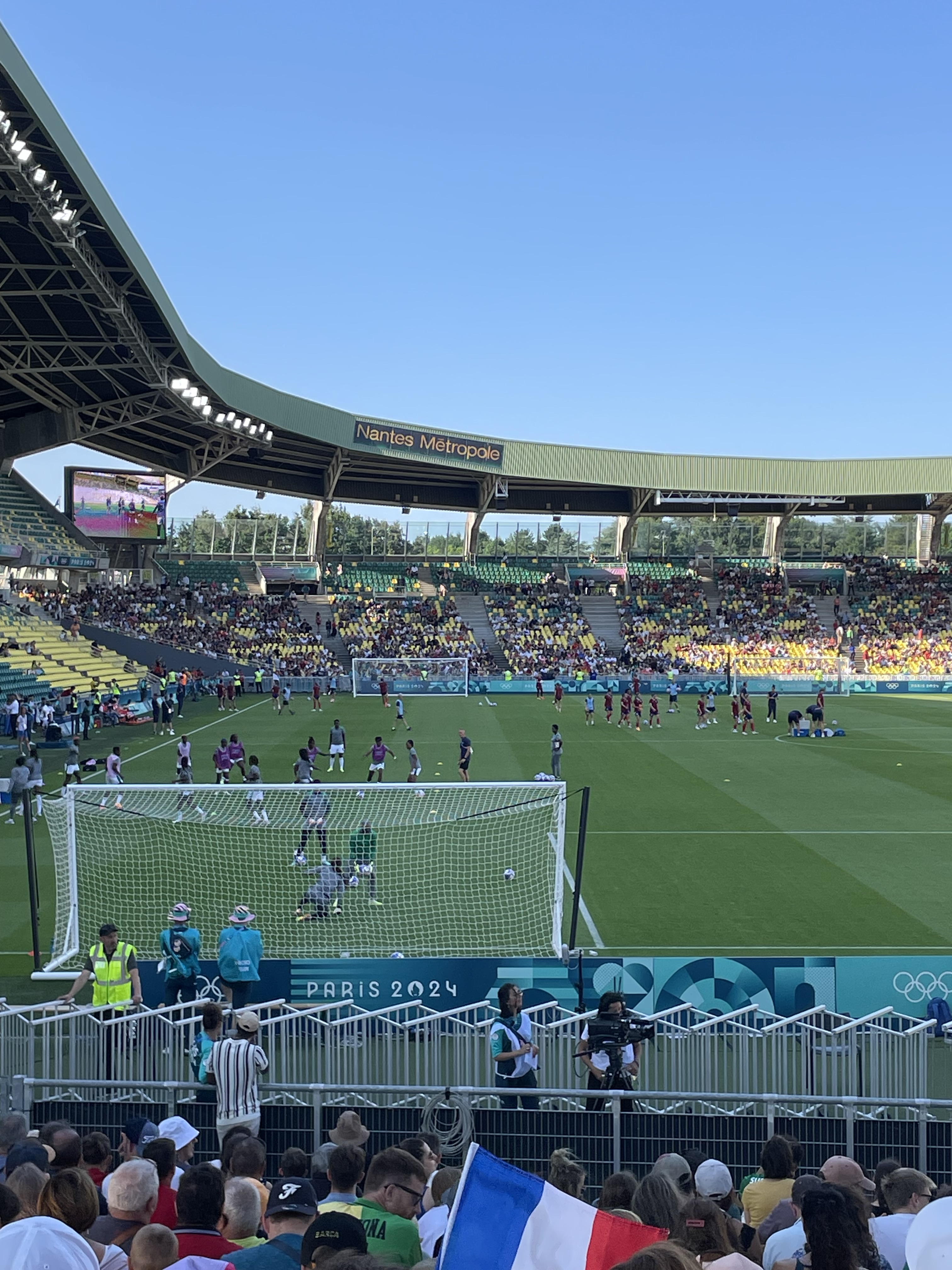
Échauffement lors des JO 2024 le 28 juillet 2024 en football

Le 1er septembre 2023, les joueuses espagnoles sont entrées en grève avant le rassemblement de septembre. Lors de ce dernier, la joueuse Jennifer Hermoso n’a pas été sélectionnée. De plus, malgré les discussions, deux joueuses, Mapi León et Patricia Guijarro ont décidé de quitter le rassemblement car les changements n’étaient pas terminés.

### Championnes de la Ligue des Nations 2024 et première participation aux Jeux olympiques d'été
Par la suite, l'Espagne ne se montre pas affectée par ces tensions sur le plan sportif, puisqu'elle domine aisément son groupe à l'occasion de la toute première édition de la Ligue des nations, avec 5 victoires et une seule défaite (2-3 à domicile contre l'Italie). Cette première place de groupe lui permet de se qualifier pour la phase finale où elle a l'avantage de disputer ses rencontres à domicile. Elle reçoit d'abord les Pays-Bas en demi-finale du Final Four et écarte facilement ces dernières (3-0). En finale, elle affronte la France, un adversaire qu'elle n'avait encore jamais battu en 13 confrontations. Les protégées de Montserrat Tomé mettent fin à cette série noire en prenant la mesure des Bleues au terme d'une rencontre maîtrisée (2-0). Grâce à ce succès, l'Espagne enchaîne une 2e finale victorieuse consécutive et se qualifie pour la première fois de son histoire aux Jeux olympiques pour l'édition Paris 2024.
Pour sa première participation, l'Espagne a terminé en tête du Groupe C, remportant ses trois matches de groupe et accumulant neuf points.
En quart de finale contre la Colombie, l'Espagne a marqué deux buts en fin de match pour égaliser à 2-2. Le match s'est finalement décidé aux tirs au but, au cours desquels l'Espagne a battu la Colombie 4-2. Bien que considérée comme favorite pour la médaille d'or, l'Espagne a été battue par le Brésil lors d'un match qui a été largement considéré comme une surprise,,. Les publications ont pris note de la domination du Brésil et des lacunes de la défense espagnole. L'Espagne a finalement été battue par l'Allemagne lors du match pour la médaille de bronze, l'équipe nationale ayant concédé un penalty adverse et raté le sien dans le temps additionnel de la seconde période. Son incapacité à obtenir une médaille a été décrite comme une contre-performance.

## Classement FIFA
| Année              | 2003 | 2004 | 2005 | 2006 | 2007 | 2008 | 2009 | 2010 | 2011 | 2012 | 2013 | 2014 | 2015 | 2016 | 2017 | 2018 | 2019 | 2020 | 2021 | 2022 | 2023 | 2024 |
| ------------------ | ---- | ---- | ---- | ---- | ---- | ---- | ---- | ---- | ---- | ---- | ---- | ---- | ---- | ---- | ---- | ---- | ---- | ---- | ---- | ---- | ---- | ---- |
| Classement mondial | 20   | 20   | 20   | 20   | 20   | 20   | 20   | 19   | 17   | 18   | 15   | 15   | 14   | 14   | 13   | 12   | 13   | 12   | 9    | 7    | 1    | 2    |
| Classement Uefa    | 13   | 13   | 13   | 13   | 13   | 13   | 13   | 11   | 10   | 10   | 9    | 8    | 8    | 7    | 7    | 6    | 7    | 7    | 6    | 5    | 1    | 1    |

## Palmarès

### Parcours enCoupe du monde

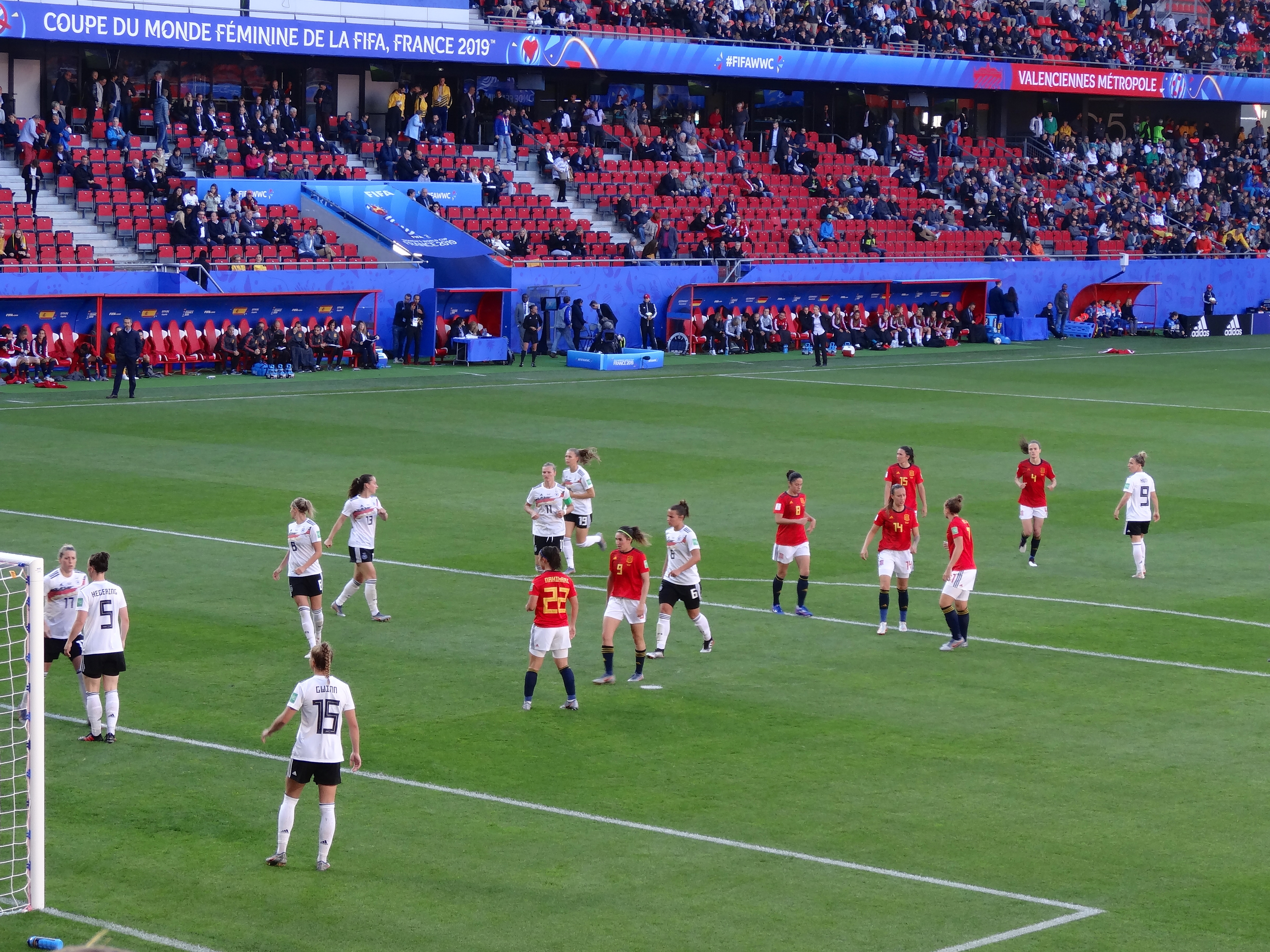
Match contre l'Allemagne au mondial 2019

| Édition | Performance         | J  | V | N | D | Bp | Bc |
| ------- | ------------------- | -- | - | - | - | -- | -- |
| 1991    | Non qualifiée       | -  | - | - | - | -  | -  |
| 1995    | Non qualifiée       | -  | - | - | - | -  | -  |
| 1999    | Non qualifiée       | -  | - | - | - | -  | -  |
| 2003    | Non qualifiée       | -  | - | - | - | -  | -  |
| 2007    | Non qualifiée       | -  | - | - | - | -  | -  |
| 2011    | Non qualifiée       | -  | - | - | - | -  | -  |
| 2015    | 1er tour            | 3  | 0 | 1 | 2 | 2  | 4  |
| 2019    | Huitièmes de finale | 4  | 1 | 1 | 2 | 4  | 4  |
| 2023    | Vainqueur           | 7  | 6 | 0 | 1 | 18 | 7  |
| 2027    | À venir             | -  | - | - | - | -  | -  |
| 2031    | À venir             | -  | - | - | - | -  | -  |
| 2035    | À venir             | -  | - | - | - | -  | -  |
| Total   | 3/9                 | 14 | 7 | 2 | 5 | 24 | 15 |

### Parcours enChampionnat d'Europe
| Performances de l'Espagne à l'Euro. \| Édition \| Performance \| J \| V \| N \| D \| BP \| BC \| \| ------- \| --------------- \| -- \| -- \| - \| - \| -- \| -- \| \| 1984 \| Non qualifiée \| - \| - \| - \| - \| - \| - \| \| 1987 \| Non qualifiée \| - \| - \| - \| - \| - \| - \| \| 1989 \| Non qualifiée \| - \| - \| - \| - \| - \| - \| \| 1991 \| Non qualifiée \| - \| - \| - \| - \| - \| - \| \| 1993 \| Non qualifiée \| - \| - \| - \| - \| - \| - \| \| 1995 \| Non qualifiée \| - \| - \| - \| - \| - \| - \| \| 1997 \| Demi-finale \| 4 \| 1 \| 1 \| 2 \| 3 \| 4 \| \| 2001 \| Non qualifiée \| - \| - \| - \| - \| - \| - \| \| 2005 \| Non qualifiée \| - \| - \| - \| - \| - \| - \| \| 2009 \| Non qualifiée \| - \| - \| - \| - \| - \| - \| \| 2013 \| Quart de finale \| 4 \| 1 \| 1 \| 2 \| 5 \| 7 \| \| 2017 \| Quart de finale \| 4 \| 1 \| 1 \| 2 \| 2 \| 3 \| \| 2022 \| Quart de finale \| 4 \| 2 \| 0 \| 2 \| 6 \| 5 \| \| 2025 \| Finaliste \| 6 \| 5 \| 1 \| 0 \| 18 \| 4 \| \| 2029 \| À venir \| - \| - \| - \| - \| - \| - \| \| Total \| 5/14 \| 22 \| 10 \| 4 \| 8 \| 34 \| 23 \| |                 |    |    |   |   |    |    |
| Édition | Performance     | J  | V  | N | D | BP | BC |
| 1984 | Non qualifiée   | -  | -  | - | - | -  | -  |
| 1987 | Non qualifiée   | -  | -  | - | - | -  | -  |
| 1989 | Non qualifiée   | -  | -  | - | - | -  | -  |
| 1991 | Non qualifiée   | -  | -  | - | - | -  | -  |
| 1993 | Non qualifiée   | -  | -  | - | - | -  | -  |
| 1995 | Non qualifiée   | -  | -  | - | - | -  | -  |
| 1997 | Demi-finale     | 4  | 1  | 1 | 2 | 3  | 4  |
| 2001 | Non qualifiée   | -  | -  | - | - | -  | -  |
| 2005 | Non qualifiée   | -  | -  | - | - | -  | -  |
| 2009 | Non qualifiée   | -  | -  | - | - | -  | -  |
| 2013 | Quart de finale | 4  | 1  | 1 | 2 | 5  | 7  |
| 2017 | Quart de finale | 4  | 1  | 1 | 2 | 2  | 3  |
| 2022 | Quart de finale | 4  | 2  | 0 | 2 | 6  | 5  |
| 2025 | Finaliste       | 6  | 5  | 1 | 0 | 18 | 4  |
| 2029 | À venir         | -  | -  | - | - | -  | -  |
| Total | 5/14            | 22 | 10 | 4 | 8 | 34 | 23 |

## Sélectionneurs
- Jorge Vilda : 2015-sep. 2023
- Montserrat Tomé Vázquez :  sep. 2023-août 2025
- Sonia Bermúdez : depuis août 2025

## Effectif actuel
Les numéros sont donnés à titre indicatif, ceux-ci pouvant évoluer en fonction des compositions d'équipe successives.